# Mary Elizabeth Windeyer
Lady Mary Elizabeth Windeyer, née Mary Bolton, (Hove,Sussex, Inglaterra, 28 de septiembre de 1836 - Tomago,Nueva Gales del Sur, 3 de diciembre de 1912) fue una activista australiana por los derechos de la mujer, particularmente en relación con el sufragio femenino en Nueva Gales del Sur, filántropa y organizadora de organizaciones benéficas.

## Biografía
Mary Windeyer en 1839  partió con su familia de Plymouth, Inglaterra, en la barca Strathfieldsaye, llegando a Sydney, Nueva Gales del Sur el 25 de julio de 1839. De allí se mudaron a Hexham, Nueva Gales del Sur, donde su padre, el reverendo Bolton, fue ministro en la iglesia de San Esteban.
El 31 de diciembre de 1857, Mary Windeyer se casó con William Charles Windeyer,entonces abogado y reportero legal del Empire. Entre 1859 y 1876 William y Mary tuvieron nueve hijos. Entre 1874 y 1876 Mary Windeyer estuvo gravemente enferma  y durante ese tiempo se quedó con su suegra Maria Windeyer en Tomago House, Tomago, Nueva Gales del Sur.

## Trayectoria

### Hospital
En 1874, Mary Windeyer formó parte de un grupo de mujeres adineradas que establecieron el hospital para niños expósitos en Darlinghurst. Inicialmente para reducir el infanticidio al proporcionar un hogar para bebés, más tarde se reorganizó para brindar atención a las madres con hijos ilegítimos. Posteriormente, el hospital, se convirtió en The Infants' Home Child and Family Services.
En 1893 Mary Windeyer comenzó a hacer campaña por un hospital de mujeres para ayudar a las mujeres pobres y capacitar enfermeras. En 1895, el Dr. James Graham fundó lo que se convirtió en el Hospital de Mujeres de Crown Street, y Mary Windeyer fue la primera presidenta del hospital.
Boarding Out Society
En 1879 fue miembro fundadora de Boarding Out Society, junto con la Marian Jefferis,Marian Allen y la Mary Ischam Garran.El propósito de la sociedad era ayudar a encontrar hogares para menores con el objetivo de sacarlos de los orfanatos estatales. En 1881, el gobierno de NSW estableció el Children's Relief Board, y fue una de las primeras miembros del consejo. Su hermana Anne Jane Bolton fue una de las primeras mujeres en presentarse al examen público superior en 1871 y ganó el premio Fairfax a la mejor candidata.

### The Women´s college
Mary Windeyer fue miembro del comité de recaudación de fondos para el establecimiento de The Women's College. Su marido participó activamente en la Universidad de Sydney, siendo vicecanciller de 1883 a 1887, y presidente fundador del Women's College y canciller de 1895 a 1896.Además Mary Windeyer fue la delegada para el tratamiento de Examen y concurso educativo en lenguas clásicas y modernas, composiciones originales en prosa y verso, trabajo de ambulancia, sericultura y el importante trabajo de la enfermería. 

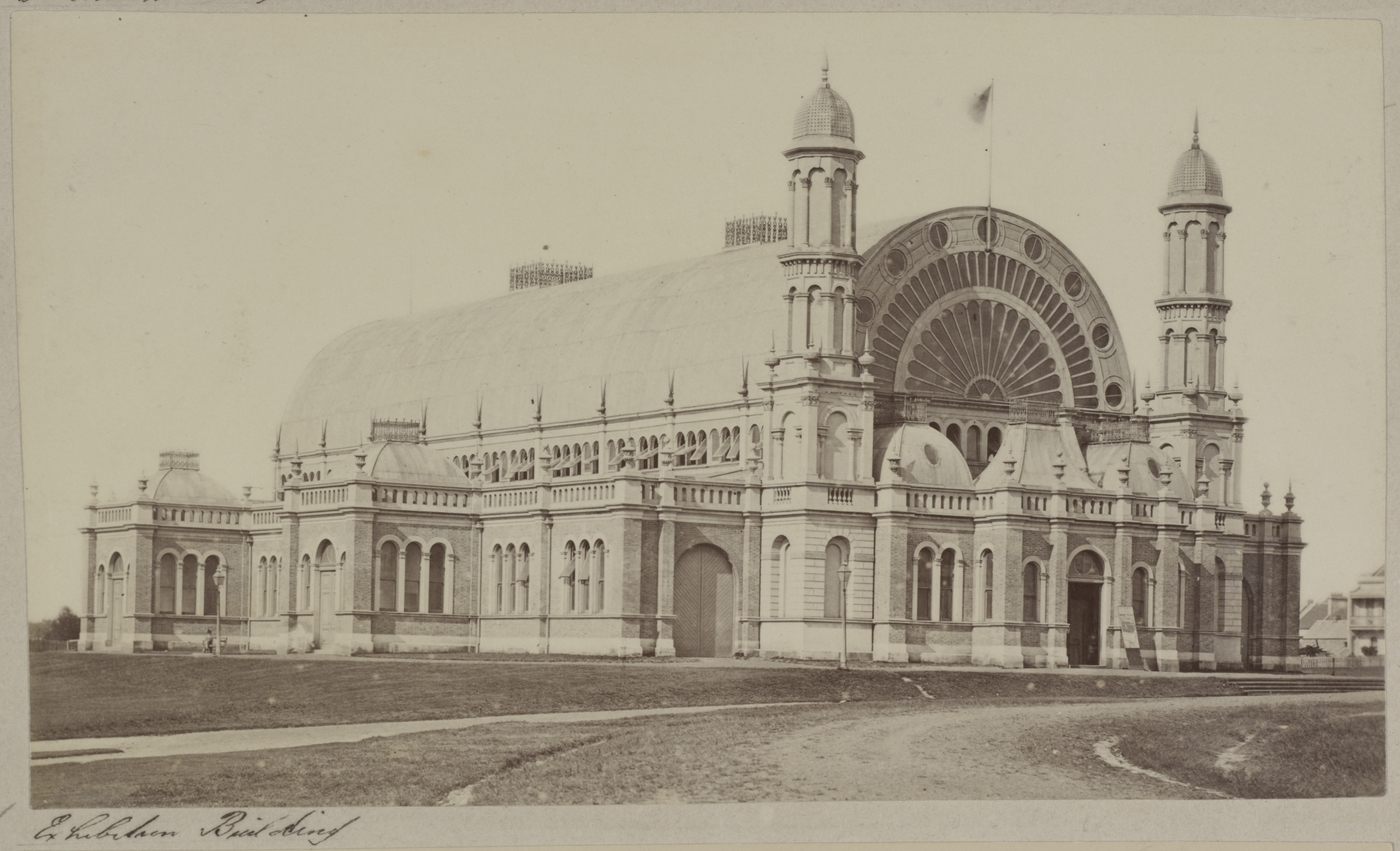
Edificio de exposiciones, Prince Alfred Park, c. 1870

En 1886, Mary y William visitaron Inglaterra y, a su regreso, Mary ayudó a organizar la Exposición de Industrias Femeninas y la Feria del Centenario de 1888, que formaba parte de las celebraciones del centenario de la llegada de la Primera Flota.

### Unión de mujeres cristianas por la templanza
Mary Windeyer era miembro de la Unión de mujeres cristianas por la templanza de Nueva Gales del Sur . Junto con Rose Scott, Mary fue una de las fundadoras de la Sociedad Literaria de Mujeres de NSW, que se convirtió en la Womanhood Suffrage League de Nueva Gales del Sur, y ella fue la presidenta de la fundación.
En 1891 se convirtió en Lady Mary Windeyer cuando su marido fue nombrado caballero, tras la muerte de su marido en 1897 se mudó a vivir a Tomago House.
Murió el 3 de diciembre de 1912 a la edad de 76 años y su patrimonio fue valorado en 11.408 libras esterlinas,el equivalente a 1.341.088 dólares australianos en 2016.